# The (International) Noise Conspiracy
The (International) Noise Conspiracy (T(I)NC) to szwedzki zespół grający rock and roll. Członkowie zespołu T(I)NC udzielali się wcześniej w innych zespołach aktywnych na szwedzkiej scenie niezależnej: Totalt Jävla Mörker (Johansson), Separation (Strömberg), Saidiwas (Dahlberg i Almgren), oraz Doughnuts (Almgren). Zespół utworzył Dennis Lyxzén zaraz po rozpadzie zespołu Refused, w którym był wokalistą. The (I)NC chcieli stworzyć zespół, który zawierałby w sobie politykę i muzykę: krzyżówkę Elvisa i Che Guevary. Producentem ostatniego i nadchodzącego albumu jest Rick Rubin. Ich teksty są odzwierciedleniem poglądów sytuacjonistycznych i komunistycznych.

## Dyskografia

### Albumy
- The First Conspiracy (1999, G7 Welcoming Committee)
- Survival Sickness (2000, Burning Heart Records)
- A New Morning, Changing Weather (2001, Burning Heart Records)
- Armed Love (2004, American Recordings)
- The Cross Of My Calling (2008, American Recordings)

### Płyty Koncertowe
- Your Choice Live Series (2002, Your Choice Records)
- Live At Oslo Jazz Festival (2003, Moserobie Music Production)
- (Live EP) (2005, American Recordings)

### EP/Single
- The Conspiracy 7" (1999, Premonition Records)
- Abolish Works 7" (1999, The Black Mask Collective)
- T.I.M.E.B.O.M.B. 7" (1999, Carcrash Records)
- The Subversive Sound Of The Conspiracy 7" (1999, Trans Solar Records)
- Smash It Up EP (2000, Big Wheel Recreation)
- The Reproduction Of Death EP (2001, Sub Pop Records)
- Capitalism Stole My Virginity EP (2001, G7 Welcoming Committee)
- Up For Sale EP (2002, Sympathy for the Record Industry)
- Bigger Cages, Longer Chains EP (2003, Burning Heart/Epitaph Records)
- Black Mask EP (2004, Burning Heart Records)
- A Small Demand EP (2004, Burning Heart Records)

## Teledyski
- "Smash It Up"
- "The Reproduction of Death"
- "Capitalism Stole My Virginity"
- "Up For Sale"
- "Black Mask"
- "A Small Demand"